# Standard Liège
Royal Standard de Liège, pe scurt Standard Liège, este un club de fotbal din Liège, Belgia, care evoluează în Prima Ligă Belgiană. Este una dintre echipele de succes al Belgiei, cu 10 titluri de campioană în palmares și 8 Cupe ale Belgiei. Cea mai mare performanță europeană este accederea în finala Cupei Cupelor în 1982, pierzând însă trofeul în favoarea formației spaniole FC Barcelona.

## Istoria clubului
Standard Liège a fost înființat în anul 1900, sub numele Standard Football Club, denumire preluată de la un club francez de succes al vremii, Standard AC Paris. Prima competiție oficială în care a participat a fost campionatul regional, în 1903-1904, competiție pe care a câștigat-o în 1905. În 1910, odată cu promovarea în prima ligă belgiană, cuvântul Football a dispărut din denumirea clubului, acesta devenind Standard Club Liégeois.
Doar patru sezoane a rezistat Standard în primul eșalon, dar a revenit în 1921 și de atunci evoluează necontenit la cel mai înalt nivel din Belgia, adunând 79 de sezoane consecutive în prima ligă (până în sezonul 2009-2010 inclusiv), un record al campionatului.
În 1923, deși avea doar 23 de ani de activitate, clubul a primit din partea Regelui Belgiei dreptul de folosi titulatura Royal în denumirea oficială, și a devenit Royal Standard Club Liégeois.
Deși a evoluat o lungă perioadă în prima ligă, Standard a câștigat primul trofeu în 1954, Cupa Belgiei, pentru ca patru ani mai târziu să obțină și primul titlu de campioană în Divizia 1.
În sezonul 1961-1962 Roșii au reușit prima mare performanță europeană, calificându-se în semifinalele Cupei Campionilor Europeni, după ce în sferturile de finală eliminaseră pe Glasgow Rangers. Real Madrid a oprit pe Standard în drumul spre finală. În 1967, echipa joacă o nouă semifinală europeană, în Cupa Cupelor, dar pierde ambele manșe în disputa cu Bayern München.

### Finala Cupei Cupelor
Cel mai valoros rezultat al lui Standard în Europa a venit în sezonul 1981-1982. După ce câștigase Cupa Belgiei pentru a patra oară, echipa a intrat în Cupa Cupelor, unde a fost învinsă doar în finală. În primul tur a eliminat echipa malteză Floriana FC, cu rezultatul general de 12-1 (la Liège, Standard s-a impus cu 9-0). Au urmat două victorii cu Vasas Budapesta, o victorie și un egal cu FC Porto și alte două succese cu Dinamo Tbilisi în semifinale, și Standard ajungea în ultimul act unde a întâlnit pe FC Barcelona, chiar pe stadionul acestora Nou Camp. Belgienii au deschis scorul în minutul 7 prin Vandersmissen, dar catalanii au marcat de două ori și și-au adjudecat trofeul.
A urmat o nouă perioadă de secetă în campionat, de 25 de ani, încheiată în sezonul 2007-2008 cu al nouălea titlu de campioană. În 2009, banca tehnică a fost preluată de antrenorul român Ladislau Boloni care a mai adus un titlu pentru Standard, la primul său sezon în Belgia.

### Coeficientul UEFA
Coeficientul UEFA este utilizat la tragerea la sorți a competițiilor continentale organizate de Uniunea Asociațiilor Europene de Fotbal. Pe baza performanței cluburilor la nivel european timp de cinci sezoane, acest coeficient este calculat folosind un sistem de puncte și este stabilit un clasament. La sfârșitul sezonului 2018-2019, Standard Liège se află pe locul optzeci și doi.
| Rang | Club                | Coeficient |
| ---- | ------------------- | ---------- |
| 59   | İstanbul Bașakșehir | 20.500     |
| 60   | Fenerbahçe          | 19.500     |
| 61   | Standard Liège      | 19.000     |
| 62   | PSV Eindhoven       | 19.000     |
| 63   | FCSB                | 19.000     |

## Palmares și statistici

### Titluri și trofee
| Competiții oficiale | Competiții internaționale |
| - Jupiler Pro League (10) : - Campioni : 1957–58 , 1960–61 , 1962–63 , 1968–69 , 1969–70 , 1970–71 , 1981–82 , 1982–83 , 2007–08 , 2008–09. - Cupa Belgiei (8) : - Câștigători : 1954, 1966, 1967, 1981, 1993 , 2011 , 2016 , 2018 - Supercupa Belgiei (4) : - Câștigători : 1981, 1983, 2008 , 2009. - Proximus League (2) : - Campioni : 1909 și 1921 - Cupa Ligii Belgiei (1) : - Câștigători : 1975 | - Liga Campionilor : - Semifinala (1) - 1962 - Sferturi (3) - 1959, 1970, 1972 - Europa League : - Sferturi (2) - 1981, 2010 - Cupa Cupelor : - Finalistă (1) - 1982 - Semifinale (1) - 1967 - Sferturi (1) - 1968 |

## Jucători emblematici

### Cele mai multe meciuri pentru Standard
| # | Jucător           | Perioada la Standard | Meciuri jucate |
| - | ----------------- | -------------------- | -------------- |
| 1 | Guy Hellers       | 1983-2000            | 474            |
| 2 | Gilbert Bodart    | 1981-1996, 1997-1998 | 469            |
| 3 | Guy Vandersmissen | 1978-1991            | 465            |
| 4 | Léon Semmeling    | 1959-1974            | 449            |

#### Goluri marcate pentru Standard
| # | Jucător        | Perioada la Standard | Goluri (Meciuri jucate) |
| - | -------------- | -------------------- | ----------------------- |
| 1 | Jean Capelle   | 1929-1944            | 245 (285)               |
| 2 | Roger Claessen | 1956-1968            | 161 (229)               |
| 3 | Maurice Gillis | 1919-1935            | 124 (275)               |

## Antrenori
| Perioada             | Nume                  |
| -------------------- | --------------------- |
| Iulie 1912–iunie 16  | Charles Bunyan, Sr.   |
| Iulie 1916–iunie 22  | Camille van Hoorden   |
| Iulie 1922–iunie 24  | Lamport Pierre Kögel  |
| Iulie 1924–iunie 30  | Percy Wilding Hartley |
| Iulie 1930–iunie 32  | Maurice Grisard       |
| Iulie 1932–iunie 35  | Percy Wilding Hartley |
| Iulie 1935–iunie 36  | Jean Dupont           |
| Iulie 1936–Martie 37 | Percy Wilding Hartley |
| Aprilie 1937–Nov 38  | Emile Riff            |
| Dec 1938–iunie 39    | Jean Dupont           |
| Iulie 1939–iunie 40  | Maurice Grisard       |
| Iulie 1940–iunie 42  | René Dohet            |
| Iulie 1942–iunie 45  | Fernand Wertz         |
| Iulie 1945–iunie 50  | Marcelin Waroux       |
| Iulie 1950–iunie 51  | Antoine Basleer       |
| Iulie 1951–iunie 53  | Maurice Grisard       |
| Iulie 1953–iunie 58  | André Riou            |
| Iulie 1958–iunie 61  | Géza Kalocsay         |
| Iulie 1961–iunie 63  | Jean Prouff           |
| Iulie 1963–Nov 64    | Auguste Jordan        |

| Perioada              | Nume                           |
| --------------------- | ------------------------------ |
| Dec 1964–iunie 68     | Milorad Pavić                  |
| Iulie 1968–iunie 73   | René Hauss                     |
| Iulie 1973–Oct 73     | Vlatko Marković                |
| Nov 1973–iunie 74     | Ned Bulatović                  |
| Iulie 1974–Dec 75     | Cor van der Hart               |
| Jan 1976–iunie 76     | Maurice Lempereur Lucien Leduc |
| Iulie 1976–iunie 79   | Robert Waseige                 |
| Iulie 1979–iunie 81   | Ernst Happel                   |
| Iulie 1981–Feb 84     | Raymond Goethals               |
| Martie 1984–iunie 84  | Léon Semmeling                 |
| Iulie 1984–Aprilie 85 | Louis Pilot                    |
| Mai 1985–Feb 87       | Milorad Pavić                  |
| Feb 1986–iunie 87     | Helmut Graf                    |
| Iulie 1987–Sept 87    | René Desaeyere                 |
| Oct 1987–Martie 88    | Milorad Pavić                  |
| Aprilie 1988–iunie 88 | Jozef Vliers                   |
| Iulie 1988–iunie 89   | Urbain Braems                  |
| Iulie 1989–iunie 91   | Georg Kessler                  |
| Iulie 1991–Dec 93     | Arie Haan                      |
| Jan 1994–iunie 94     | René Vandereycken              |

| Perioada              | Nume                                  |
| --------------------- | ------------------------------------- |
| Iulie 1994–iunie 96   | Robert Waseige                        |
| Iulie 1996–iunie 97   | Jos Daerden                           |
| Iulie 1997–Oct 97     | Aad de Mos                            |
| Nov 1997–Martie 98    | Daniel Boccar                         |
| Aprilie 1998–iunie 98 | Luka Peruzović                        |
| Iulie 1998–Sept 99    | Tomislav Ivić                         |
| Oct 1999–Dec 99       | Željko Mijač                          |
| Jan 2000–mai 00       | Jean Thissen Henri Depireux           |
| Mai 2000–Dec 00       | Tomislav Ivić                         |
| Dec 2000–Jan 01       | Dominique D'Onofrio Christian Labarbe |
| Jan 2001–iunie 02     | Michel Preud'homme                    |
| Iunie 2002–Oct 2002   | Robert Waseige                        |
| Oct 2002–iunie 2006   | Dominique D'Onofrio                   |
| Iulie 2006–Sep 2006   | Johan Boskamp                         |
| Sept 2006–iunie 08    | Michel Preud'homme                    |
| Iunie 2008–Feb 10     | László Bölöni                         |
| Feb 2010–iunie 11     | Dominique D'Onofrio                   |

| Perioada                   | Nume                |
| -------------------------- | ------------------- |
| Iulie 2011–mai 12          | José Riga           |
| Mai 2012–Oct 12            | Ron Jans            |
| Oct 2012–mai 13            | Mircea Rednic       |
| Mai 2013–Oct 14            | Guy Luzon           |
| Nov 2014–Feb 15            | Ivan Vukomanović    |
| Feb 2015–iunie 15          | José Riga           |
| Iunie 2015-Aug 15          | Slavoljub Muslin    |
| Sep 2015 - Aug 16          | Yannick Ferrera     |
| Sep 2016 – Apr 2017        | Aleksandar Janković |
| Apr 2017 – Mai 2017        | José Jeunechamps    |
| Iunie 2017 – Mai 2018      | Ricardo Sá Pinto    |
| Iunie 2018 – Iunie 2020    | Michel Preud'homme  |
| Iunie 2020 – Dec 2020      | Philippe Montanier  |
| Dec 2020 – Oct 2021        | Mbaye Leye          |
| Oct 2021 – Apr 2022        | Luka Elsner         |
| Iunie 2022 – Iunie 2023    | Ronny Deila         |
| Iunie 2023 – Dec 2023      | Carl Hoefkens       |
| Ianuarie 2024 – iunie 2025 | Ivan Leko           |
| Iunie 2025 –               | Mircea Rednic       |